# Bazor
Bazor (Aviceda) är ett släkte i familjen hökar som förekommer i Afrika söder om Sahara samt från Indien till Australien. De står nära bland andra bivråkarna i (Pernis). 
Fem arter urskiljs i släktet:
- Afrikansk baza (Aviceda cuculoides)
- Madagaskarbaza (Aviceda madagascariensis)
- Orientbaza (Aviceda jerdoni)
- Gråfotad baza (Aviceda subcristata)
- Svartbaza (Aviceda leuphotes)